# غراهام كندريك
غراهام كندريك (بالإنجليزية: Graham Kendrick)‏ هو كاتب ترانيم ومغن مؤلف بريطاني، ولد في 2 أغسطس 1950.

## وصلات خارجية
- الموقع الرسمي
- غراهام كندريك على موقع ميوزك برينز (الإنجليزية)
- غراهام كندريك على موقع ديسكوغز (الإنجليزية)